# Jan Hendrik van Thiel
Jan Hendrik van Thiel (* 1965 in Berlin) ist ein deutscher Diplomat. Er ist seit Januar 2023 Botschafter in Kingston, Jamaika. Zudem ist er als Botschafter auf den Bahamas akkreditiert und amtiert als Generalkonsul für die Kaiman-Inseln und die Turks- und Caicos-Inseln.

## Laufbahn
Nach Abitur und Baccalauréat am Französischen Gymnasium in Berlin studierte van Thiel von 1983 bis 1987 Wirtschaft und Politik in Paris. Nach dem Abschluss dieses Studiums als Diplompolitologe folgte ein Jurastudium, bei dem er 1992 das erste und 1995 das zweite Staatsexamen ablegte. Anschließend trat er in den Auswärtigen Dienst ein und absolvierte von 1995 bis 1996 die Diplomatenausbildung.
Seine erste internationale Verwendung führte ihn von 1996 bis 1999 nach Athen, wo er als Wirtschaftsreferent und Leiter des Rechts- und Konsularwesens tätig war. Nach einem Einsatz als Russlandreferent in der Zentrale des Auswärtigen Amts wurde er 2002 als stellvertretender Leiter an die deutsche Botschaft in Simbabwe mit Sitz in Harare versetzt. Im Jahr 2005 fungierte er dort zwischenzeitlich als Geschäftsträger.
Danach war er von 2005 bis 2007 als Austauschbeamter beim Quai d’Orsay und von 2007 bis 2009 als Referent für Afrikapolitik bei den Vereinten Nationen in New York eingesetzt.
Während der ISAF-Mission war er in den Jahren 2009 und 2010 als Botschaftsrat im Auswärtigen Amt und ziviler Leiter des Provincial Reconstruction Team in Faizabad (Afghanistan) tätig. In dieser Rolle beteiligte er sich gemeinsam mit Kräften der Bundeswehr u. a. an der Grundsteinlegung einer Kaserne für die Afghanische Nationalarmee und am Aufbau der dortigen neugegründeten Universität.
Zwischen 2013 und 2015 arbeitete er als stellvertretender Missionschef der deutschen Botschaft in Malaysia mit Sitz in Kuala Lumpur.
Im Jahr 2016 arbeitete er als Leiter der Wirtschaftsabteilung der Deutschen Botschaft in Peking.
Im September 2017 wurde er als deutscher Botschafter im Südsudan beglaubigt und löste damit Johannes Lehne ab. In seiner Rolle als Botschafter kritisierte er im Jahr 2019 in einem Interview mit der Associated Press, dass nur wenige der im Südsudan zur Verfügung stehenden Ressourcen für den Friedensprozess eingesetzt werden würden. Im gleichen Jahr sicherte er zusätzliche deutsche Entwicklungshilfe i. H. v. 4 Millionen Euro für die Arbeit des Welternährungsprogramm der Vereinten Nationen im Südsudan zu. Nach 3-jähriger Amtszeit trat Manuel Müller im September 2019 seine Nachfolge an.
Van Thiel kehrte zurück nach Berlin und war dort als Referatsleiter Ostafrika/Horn von Afrika tätig, bevor er 2020 zum Politischen Berater des Befehlshabers des Einsatzführungskommandos der Bundeswehr in Potsdam ernannt wurde. 2021 wechselte er als Geschäftsträger nach Kabul, Afghanistan und übernahm nach der Auflösung der Botschaft dort einen Referatsleiterposten in Auswärtigen Amt.
Ab Februar 2022 arbeitete van Thiel als Geschäftsträger an der deutschen Botschaft in Kingston und wurde dort im Januar 2023 als Botschafter akkreditiert.

## Vormarsch der Taliban in Afghanistan 2021

### Verschärfte Sicherheitslage
Am 12. Juli 2021 traf van Thiel als stellvertretender Botschafter in Afghanistan ein und übernahm die Rolle als Geschäftsträger (chargé d’affaires) der deutschen Botschaft in Kabul. Diese war bis dahin von Botschafter Axel Zeidler geleitet worden.
Van Thiel traf sich in den darauffolgenden Wochen mit mehreren hochrangigen Politikern des Landes: Am 15. Juli mit dem ehemaligen Außenminister und Vorsitzenden des für die Friedensverhandlungen zuständigen High Council for National Reconciliation Abdullah Abdullah. Gemeinsam mit Jasper Wieck, dem Sonderbeauftragten der Bundesregierung für Afghanistan und Pakistan, absolvierte er am 26. Juli ein erneutes Treffen mit dem afghanischen Nationalen Sicherheitsberater Hamdullah Mohib. Am 27. Juli folgte ein gemeinsames Treffen mit Präsident Aschraf Ghani. Anschließend traf er sich am 1. August mit Außenminister Mohammad Hanif Atmar und am 12. August mit Innenminister Umar Daudsai.
Am 12. August warnte die deutsche Botschaft vor der sich verschärfenden Sicherheitslage und forderte deutsche Staatsbürger dringend zur sofortigen Ausreise auf.

### Fall von Kabul
Nachdem Kämpfer der Taliban die Hauptstadt Kabul erreicht hatten, wurde die deutsche Botschaft am 15. August 2021 geschlossen und das Personal an den Flughafen Kabul verlegt. 40 Botschaftsmitarbeiter wurden anschließend durch US-Streitkräfte nach Doha ausgeflogen. Nur ein Kernteam der deutschen Botschaft blieb am Flughafen zurück.
Noch während der Ereignisse wurde durch Medienberichte bekannt, dass van Thiel in einem Schreiben an das Auswärtige Amt bereits Wochen zuvor vor einer Gefährdung des Botschaftspersonals durch den Vormarsch der Taliban gewarnt und dessen Evakuierung gefordert hatte.

## Privates
Van Thiel ist verheiratet und hat 3 Kinder.